# Dialetto folignate
Il dialetto fulginate o folignate è parlato in gran parte del territorio dei comuni di Foligno e Valtopina e, con alcune varianti, nei comuni di Spello, Nocera Umbra, Trevi, Bevagna e Montefalco. È il più settentrionale tra i dialetti umbri meridionali.

## Caratteristiche
Il dialetto folignate è uno dei dialetti umbri. È parlato nella città di Foligno e nei limitrofi centri di Valtopina e Montefalco, nonché con alcune varianti, di Spello, Nocera Umbra, Trevi e Bevagna. 
Esso appartiene al gruppo dei dialetti umbri del gruppo meridionale, quali lo spoletino, il ternano, il narnese. 
Il folignate è non soltanto il più settentrionale fra i dialetti umbri del gruppo meridionale, ma il più settentrionale, nella regione, fra i dialetti posti a sud della celebre linea di confine delle isoglosse che, secondo lo studioso tedesco Gerhard Rohlfs, dividerebbero dialetti mediani propriamente detti da quelli perimediani.
Le sue caratteristiche generali più appariscenti sono: 
- Le u e le o finali latine, originariamente distinte, tendono ad unificarsi in "u", salvo che in tutte le forme verbali diverse dal participio ed in alcuni termini che mantengono il genere neutro ("lu somaru" ma "lo vino"). La "a" latina resta invece sempre intatta, non scadendo mai, a differenza di quanto accade nel perugino, a vocale indistinta.
- La metafonesi: le parole che terminano in -u, -o ed -i -e, se sono accentate su o/e subiscono uno scurimento di queste ultime, che passano a ó/é se sono acute oppure a u/i se sono gravi (cóttu < it. còtto, pórcu > it. pòrco, nùi < it. noi).
- Le consonanti subiscono fenomeni di sonorizzazione e palatizzazione molto simili a quelli che si riscontrano nei dialetti marchigiani dell'area maceratese-fermana-camerte, anche se complessivamente meno accentuati.
- GG intervocalico (d͡ʒ) diventa GGH (g):

Poggio -> Pogghju
- Assimilazione progressiva dei nessi consonantici nd > NN, mb > MM,

ld>LL.

## Area di diffusione
Il dialetto folignate propriamente detto viene parlato in gran parte del territorio comunale di Foligno. Tuttavia, i centri della montagna risentono dell'influenza delle aree confinanti: camerte nel caso di Colfiorito, nocerina e fabrianese nel caso di Annifo, spoletina nel caso di Verchiano, che appartiene appunto alla diocesi di Spoleto. Le differenze sono comunque minime e non distinguibili dall'ascoltatore forestiero. Nel territorio di Nocera Umbra il folignate si stempera invece gradualmente procedendo verso nord, tanto da rendere il nocerino un dialetto sostanzialmente più simile a quelli dell'area centrale di transizione dell'Umbria (la fascia Gualdo-Assisi- Todi). Il nocerino non presenta l'articolo determinativo maschile "lu", già stemperato in "el". Il folignate si mantiene invece sostanzialmente integro in tutto il territorio comunale di Spello, nonostante alcune differenze, con delle punte di penetrazione fin nel centro storico di Cannara, mentre a Bevagna torna a modificarsi per effetto della vicinanza con la fascia di transizione: l'articolo determinativo maschile diventa "er", la vocale finale dei maschili tende a diventare "o",  ma il lessico e gli altri fenomeni consonantici e vocalici del folignate si mantengono. Il dialetto mevanate viene parlato anche nella confinante frazione folignate di Budino. 
Di stretta osservanza folignate è invece Montefalco, mentre, a sud, il dialetto di Trevi si presenta nella cadenza molto più simile allo spoletino, anche se il lessico è molto simile e quasi sovrapponibile al folignate, tanto che il Vocabolario del dialetto del territorio di Foligno, redatto da Renzo Bruschi nel 1980, colloca il trevano fra i dialetti folignati.

## Storia
Nel Medioevo, il folignate o dialetti ad esso molto simili si estendevano probabilmente in un areale più ampio di quello attuale: ne è illustre prova il volgare utilizzato da San Francesco d'Assisi per redigere il celebre Cantico delle Creature, assai più simile nelle sonorità e negli esiti vocalici al folignate che all'attuale dialetto assisano ("altissimu e onnipotente bon signore").
Molti termini del folignate, come dello spoletino o del nursino, sono di origine longobarda al pari dei loro corrispettivi italiani (ad es. "schina" per "schiena", "troccu" per "truogolo"), specie quelli riferiti all'ambiente pastorale. 
L'areale del folignate, come spesso accade con i dialetti, tende a coincidere abbastanza con i confini della diocesi di Foligno; l'arcidiocesi di Spoleto tende a limitarlo verso sud fin dalla prima periferia della città.
Il dialetto folignate è ancora parlato diffusamente in città, soprattutto in ambito familiare od in contesti informali, anche da parte degli immigrati, specie di seconda generazione. L'italiano regionale parlato in contesti più formali tende ad omettere la "u" del maschile singolare, sostituendola con la "o", e ad evitare la metafonesi. 
Negli ultimi decenni, si è registrata anche una certa produzione letteraria, diffusa in ambito locale.

## Grammatica

### Articoli
- Determinativo maschile singolare >lu
- Determinativo femminile singolare >la
- Determinativo maschile plurale >li
- Determinativo femminile plurale >le
- Indeterminativo maschile >un, 'n
- Indeterminativo femminile >'na

### Avere - Aé
| Presente | Presente    | Imperfetto |
| -------- | ----------- | ---------- |
| Io       | c'ho        | c'ìo       |
| Tu       | c'hai/hi    | c'ii       |
| Lue/lia  | c'ha        | c'ìa       |
| Nui      | c'emo       | c'iamo     |
| Vui      | c'ete       | c'iate     |
| Loro     | c'honno/ho' | c'ìono     |

Es.
Te l'ìo portatu a casa > "Te l'avevo portato a casa"

### Essere - Esse
| Presente | Presente | Imperfetto |
| -------- | -------- | ---------- |
| Io       | so'      | ero        |
| Tu       | séi      | éri        |
| Lue/lia  | è        | era        |
| Nui      | sémo     | ériàmo     |
| Vui      | séte     | ériàte     |
| Loro     | sò       | èrono      |

Es.
Séte troppi 'ndo sta camera → Siete in troppi in questa stanza"
Prima coniugazione (es. Portare)
| Presente | Presente | Imperfetto |
| -------- | -------- | ---------- |
| Io       | porto    | portavo    |
| Tu       | porti    | portavi    |
| Lue/lia  | porta    | portava    |
| Nui      | portamo  | purtiamo   |
| Vui      | portate  | purtiate   |
| Loro     | portono  | portavono  |

### Preposizioni semplici
De, A, Da, In, Cò, Su, Pé, Tra, Fra